# Bryan Silva Garcia
Bryan Silva Garcia (Belo Horizonte, 28 marzo 1992) è un calciatore brasiliano, difensore dell'Itabirito.

## Caratteristiche tecniche
È un terzino sinistro.

## Carriera
Cresciuto nelle giovanili dell'América-MG, ha esordito in prima squadra il 29 gennaio 2012 in occasione del match del Campionato Mineiro vinto 3-1 contro il Democrata-GV.

## Statistiche

### Presenze e reti nei club
Statistiche aggiornate al 5 maggio 2018.
| Stagione          | Squadra           | Campionato        | Campionato | Campionato | Coppe nazionali | Coppe nazionali | Coppe nazionali | Coppe continentali | Coppe continentali | Coppe continentali | Altre coppe | Altre coppe | Altre coppe | Totale | Totale | Totale |
| Stagione          | Squadra           | Comp              | Pres       | Reti       | Comp            | Pres            | Reti            | Comp               | Pres               | Reti               | Comp        | Pres        | Reti        | Pres   | Reti   |        |
| ----------------- | ----------------- | ----------------- | ---------- | ---------- | --------------- | --------------- | --------------- | ------------------ | ------------------ | ------------------ | ----------- | ----------- | ----------- | ------ | ------ | ------ |
| 2012              | América-MG        | M1/MG+B           | 14+30      | 1+2        | CB              | 1               | 0               |                    | -                  | -                  |             | -           | -           | 46     | 3      |        |
| gen.-giu. 2013    | Benfica B         | LdH               | 0          | 0          |                 | -               | -               |                    | -                  | -                  |             | -           | -           | 0      | 0      |        |
| 2013              | América-MG        | M1/MG+B           | 0+3        | 0          | CB              | 1               | 0               |                    | -                  | -                  |             | -           | -           | 4      | 0      |        |
| 2013              | Portuguesa        | A1/SP+A           | 0+4        | 0          | CB              | 2               | 0               |                    | -                  | -                  |             | -           | -           | 6      | 0      |        |
| 2014              | Portuguesa        | A1/SP+B           | 14+0       | 0          | CB              | 0               | 0               |                    | -                  | -                  |             | -           | -           | 14     | 0      |        |
| Totale Portuguesa | Totale Portuguesa | Totale Portuguesa | 18         | 0          |                 | 2               | 0               |                    | -                  | -                  |             | 0           | 0           | 20     | 0      |        |
| 2014              | Ponte Preta       | A1/SP+B           | 28+0       | 1          | CB              | 0               | 0               |                    | -                  | -                  |             | -           | -           | 28     | 1      |        |
| 2015              | América-MG        | M1/MG+B           | 10+12      | 1+1        | CB              | 2               | 0               |                    | -                  | -                  |             | -           | -           | 24     | 2      |        |
| 2016              | América-MG        | M1/MG+A           | 12+0       | 2          | CB              | 2               | 1               |                    | -                  | -                  | PL          | 2           | 0           | 16     | 3      |        |
| Totale América-MG | Totale América-MG | Totale América-MG | 81         | 7          |                 | 6               | 1               |                    | -                  | -                  |             | 2           | 0           | 89     | 8      |        |
| 2016              | Cruzeiro          | M1/MG+A           | 0+15       | 0          | CB              | 0               | 0               |                    | -                  | -                  |             | -           | -           | 15     | 0      |        |
| 2017              | Cruzeiro          | M1/MG+A           | 9+3        | 0          | CB              | 0               | 0               | CS                 | 0                  | 0                  | PL          | 4           | 0           | 16     | 0      |        |
| 2018              | Vitória           | PD/BA+A           | 9+0        | 1          | CB              | 4               | 0               |                    | -                  | -                  | CDN         | 4           | 0           | 17     | 1      |        |
| Totale carriera   | Totale carriera   | Totale carriera   | 169        | 9          |                 | 13              | 1               |                    | 0                  | 0                  |             | 10          | 0           | 192    | 10     |        |

## Palmarès

### Club

#### Competizioni nazionali
- Coppa del Brasile: 1

Cruzeiro: 2017
- Campionato kazako: 1

Astana: 2022